# Polyrhachis foreli
Polyrhachis foreli é uma espécie de formiga do gênero Polyrhachis, pertencente à subfamília Formicinae.